# Мини-серија
Мини-серија (енгл. miniseries/mini-series), или ограничена серија (енгл. limited series), назив је који се користи за драмске телевизијске серије које се састоје од тачно одређеног броја епизода и чија радња чини заокружену целину.

## Историја
Израз је први пут у том смислу употребљен 1966. године када је америчка ТВ мрежа АБЦ емитовала вишеделну адаптацију Ширерове књиге Успон и пад Трећег рајха. 
Након тога су 1970-их мини-серије стекле велику популарност на америчкој телевизији, што се приписује тиме што су представљале савршен медиј за адаптацију популарних романа, чији се епски садржај често није могао „угурати” у двосатни или тросатни формат играног филма. Тако су неке од најпопуларнијих серија у историји биле управо екранизације књижевних бестселера као што су Корени Алекса Хејлија, Птице умиру певајући Колина Макалоуа и Шогун Џејмса Клавела. Многе од тих серија су знале трајати десет и више сати.

### Југославија
На простору бивше Југославије, драмске серије (као што су Грунтовчани, Отписани, Капелски кресови, Вело мисто и др.) су све донедавно у правилу биле мини-серије, али се за њих никада није користио такав назив.

### Сједињене Америчке Државе
У САД пак, од средине 1980-их, водеће ТВ мреже су због енормних трошкова почеле одустајати од производње епских мини-серија, те се оне данас углавном своде на телевизијске филмове у трајању од три сата, најчешће подељене у два дела. С друге стране, формат мини-серија преузеле су специјализоване кабловске мреже као што су ХБО и Шоутајм. 2010-их се у америчкој телевизијској терминологији почео користити израз буквално преведен као ограничена серија (енгл. limited series).